# Polina Gurjeva
Polina Aleksandrovna Gurjeva (turkmeniska: Polina Aleksandrowna Gurýewa), född 5 oktober 1999, är en turkmenisk tyngdlyftare.

## Karriär
I juli 2021 vid OS i Tokyo tog Gurjeva silver i 59-kilosklassen efter att ha lyft totalt 217 kg. Det var Turkmenistans första olympiska medalj genom tiderna.